# Richard Baawobr
Richard Kuuia Baawobr, né le 21 juin 1959 à Nandom dans le district de Lawra au Ghana et mort le 27 novembre 2022 à Rome, est un ecclésiastique ghanéen, ancien supérieur général des Pères blancs et évêque de Wa de 2016 à sa mort. Il est créé cardinal par le pape François le 27 août 2022.

## Biographie
Richard Baawobr entre chez les Pères blancs en 1979 et étudie la philosophie au Saint Victor’s Seminary de Tamale. Après son noviciat à Fribourg de 1981 à 1982, il étudie la théologie à l'institut missionnaire de sa congrégation à Totteridge près de Londres. Il prononce son serment le 5 décembre 1986 et le 18 juillet 1987 il est ordonné prêtre à Ko dans le Diocèse de Wa au Ghana. Après une activité de missionnaire à Livulu dans l'archidiocèse de Kinshasa au Congo, il étudie l'exégèse biblique à partir de 1991 à Rome  et poursuit une formation de spiritualité ignatienne au Châtelard, près de Lyon, chez les jésuites. Richard Baawobr est maître des novices de 1996 à 1999 au noviciat de Kahangala en Tanzanie. En 1999, il dirige les études au séminaire des Pères blancs de Toulouse. Il est promu au doctorat en science biblique en 2004. Il est délégué de la Province de France au chapitre général de 2004 et il est élu comme assistant général.

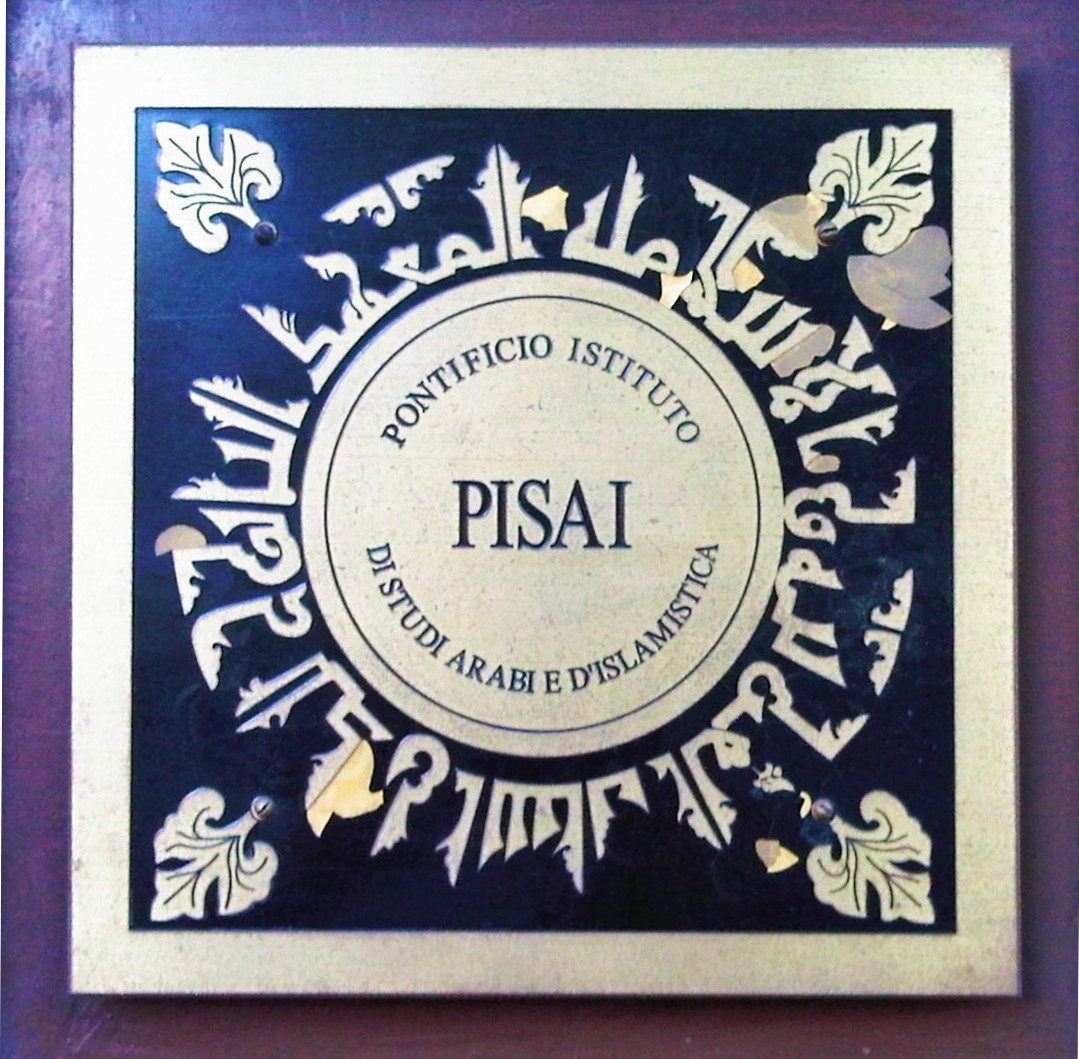
Institut pontifical d'études arabes et d'islamologie (PISAI).

Le chapitre général de la Société des missions d'Afrique l'élit supérieur général le 31 mai 2010 à Rome, succédant au Père Gérard Chabanon. C'est le premier Africain à ce poste,.
Il est en même temps chancelier de l'Institut pontifical d'études arabes et d'islamologie (PISAI) de Rome.
Le 17 février 2016, le pape François le nomme évêque de Wa. Il est consacré le 7 mai suivant.
Créé cardinal le 27 août 2022, il meurt trois mois plus tard, le 27 novembre.